# Wartburg 1.3
La Wartburg 1.3 est une automobile produite entre 1988 et 1991 par l’usine est-allemande AWE, située à Eisenach. Première Wartburg à moteur quatre-temps, c’est également le dernier modèle de la marque, victime de la libéralisation du marché.

## Enfin le quatre-temps
Depuis l’arrêt de la FSO Syrena, seule l’industrie automobile est-allemande continue de monter des moteurs deux-temps dans ses voitures.
Les ingénieurs d’AWE travaillent pourtant sur un moteur à quatre-temps depuis les années 70, mais leur créativité est à chaque fois bridée par les autorités…
La solution viendra finalement du géant allemand Volkswagen, qui propose à la RDA de construire des moteurs 1300, identiques à ceux montés dans les Golf ou Polo.
Wartburg essaye dès 1984 de monter ce bloc dans la 353, mais il s’avère que la partie avant de la voiture doit être modifiée.
La première Wartburg 1.3 est fabriquée le 12 octobre 1988, après plusieurs années de gestation. La face avant a été remodelée, et la calandre ne comporte plus que trois petites ouvertures horizontales. La partie arrière profite également de ce qui n’est qu’un restylage de la 353.
Les versions Tourist et Trans sont reconduites.

## Plus de raison d’être
Problème, le passage au moteur quatre-temps a fait bondir de près de 60 % le prix de la voiture ! De plus, la consommation ne baisse pas significativement, et les performances sont identiques…
Les rares clients étrangers de Wartburg n’étaient plus que des nostalgiques du deux-temps dans leur immense majorité, la nouvelle voiture ne répond plus à leurs attentes. Les ventes s’effondrent à l’ouest, notamment en Belgique.
Pour finir d’achever la voiture, la chute du mur de Berlin et la libéralisation des marchés est-allemands, mais aussi polonais, tchécoslovaques, ou hongrois vont détourner les clients potentiels, qui lui préfèrent les vieilles Golf ou Série 3 d’occasion…
Ainsi, la dernière et 152775e Wartburg 1.3 quitte l’usine le 10 avril 1991 et sonne le glas de l’Automobilwerk Eisenach.
Pour l’anecdote, le préparateur allemand Irmscher, spécialiste des Opel, a présenté une Wartburg « New Line », revue par ses soins, à la Foire de Leipzig en 1990. Aucune commercialisation n’a abouti.

## Galerie

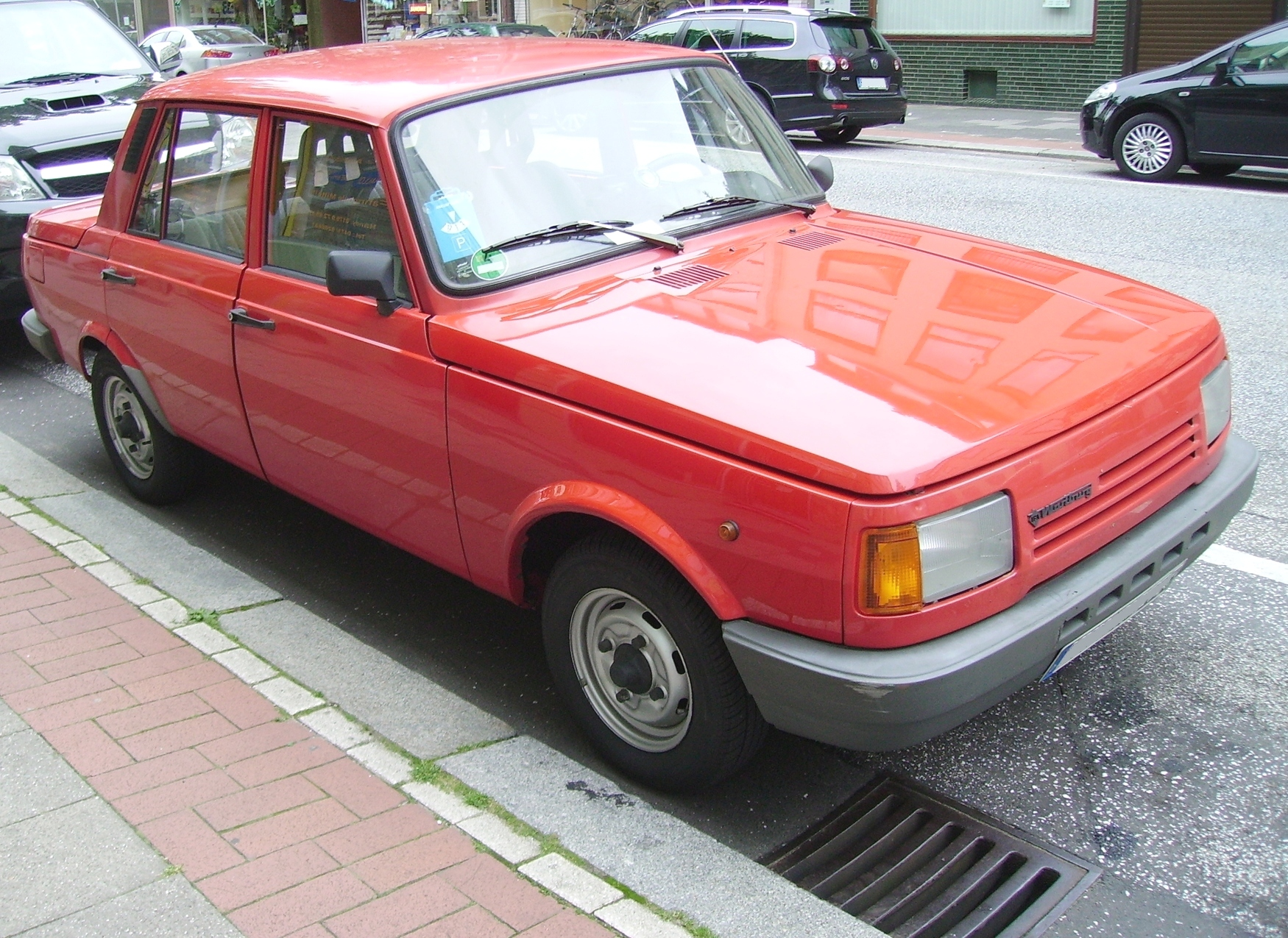
Wartburg 1.3
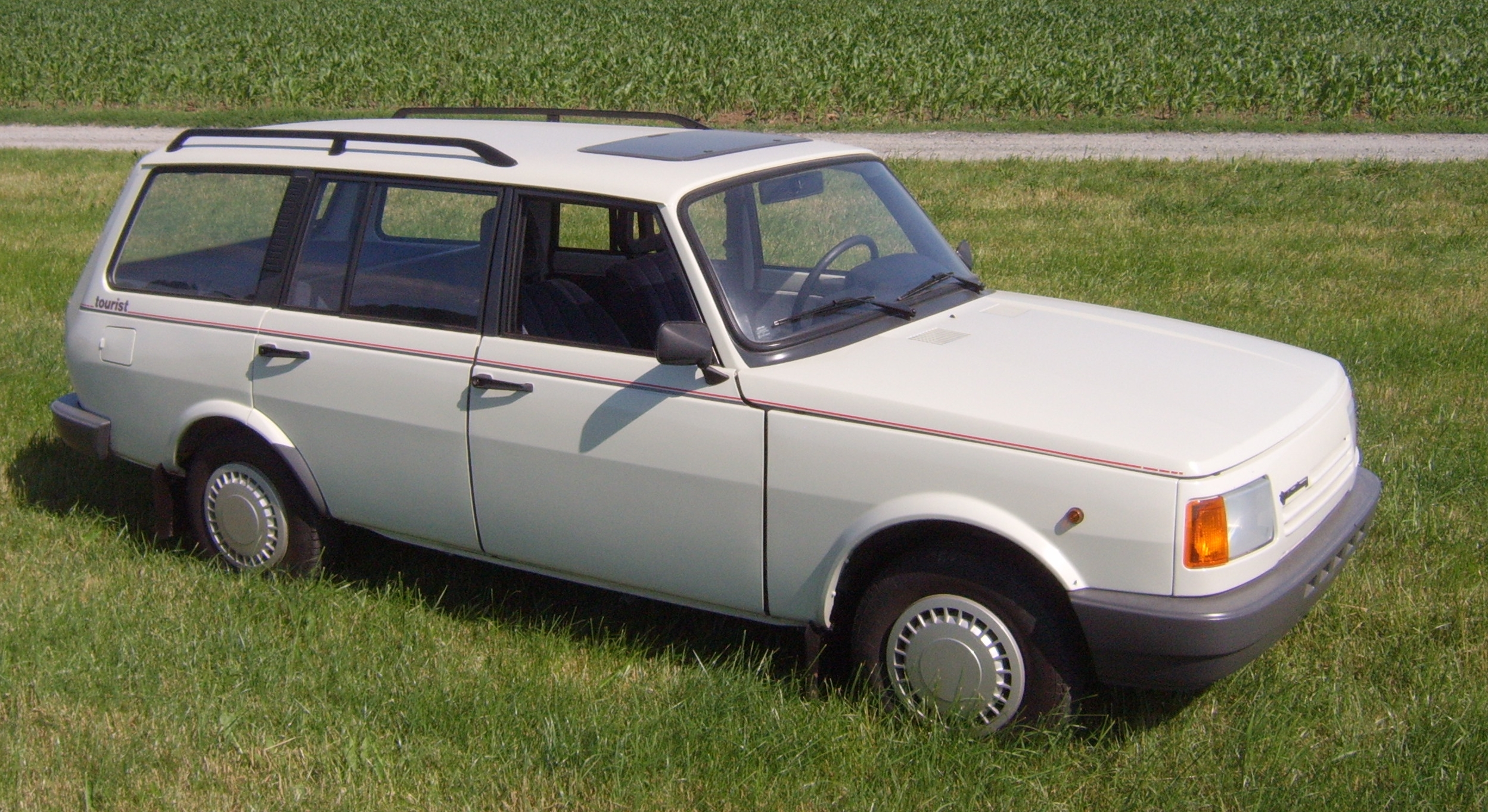
Wartburg 1.3 Tourist
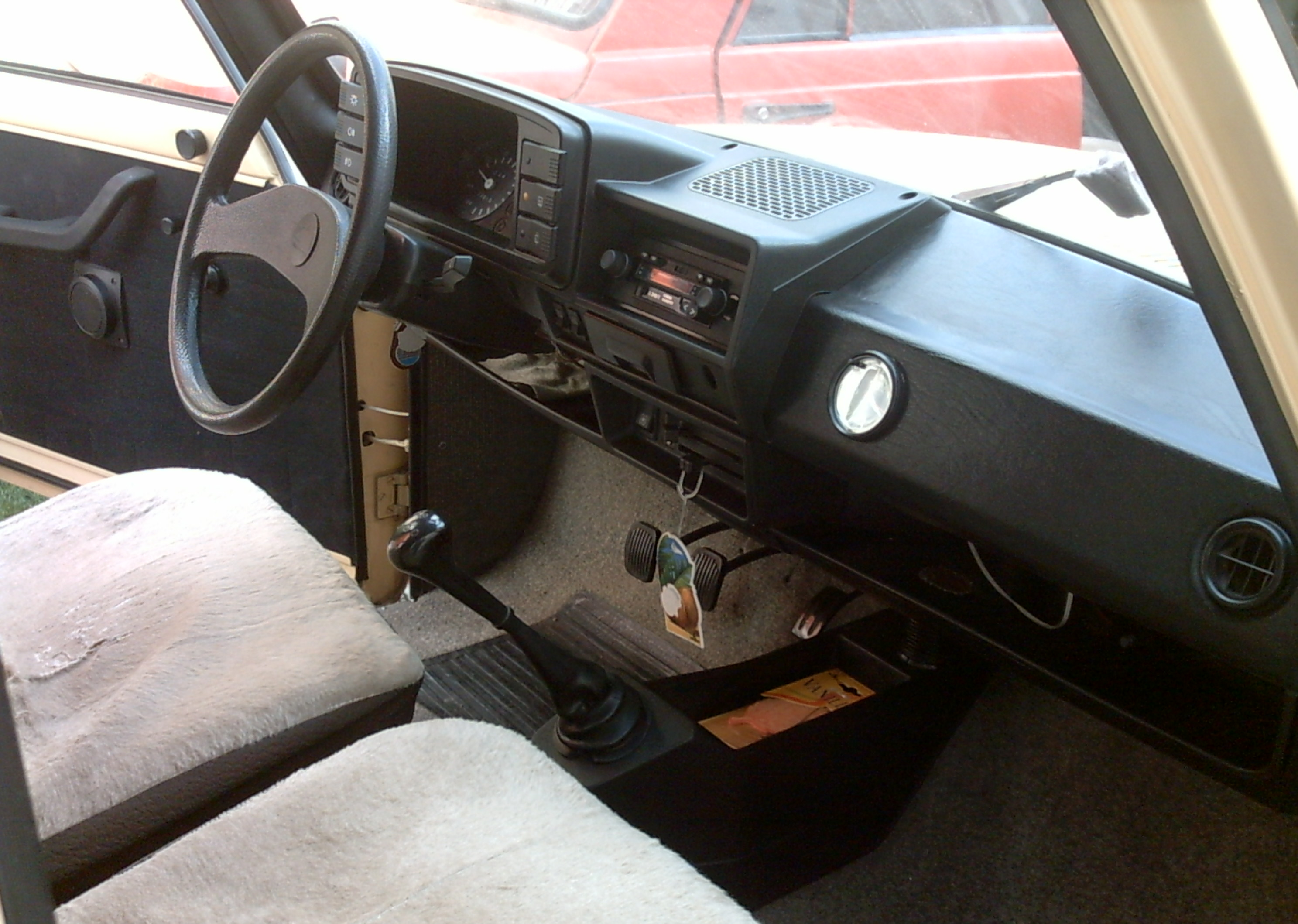
Intérieur d’une Wartburg 1.3
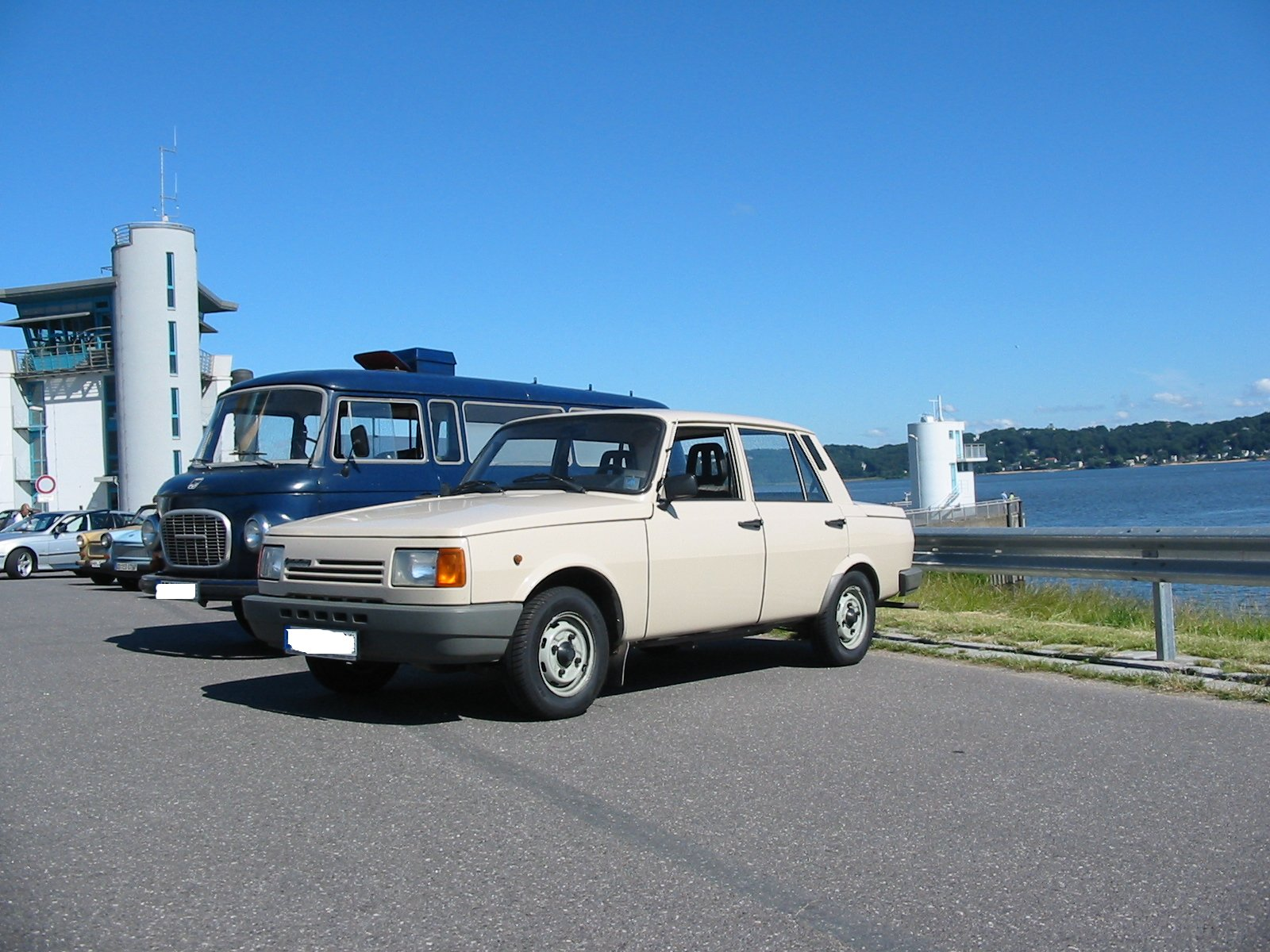
Wartburg 1.3
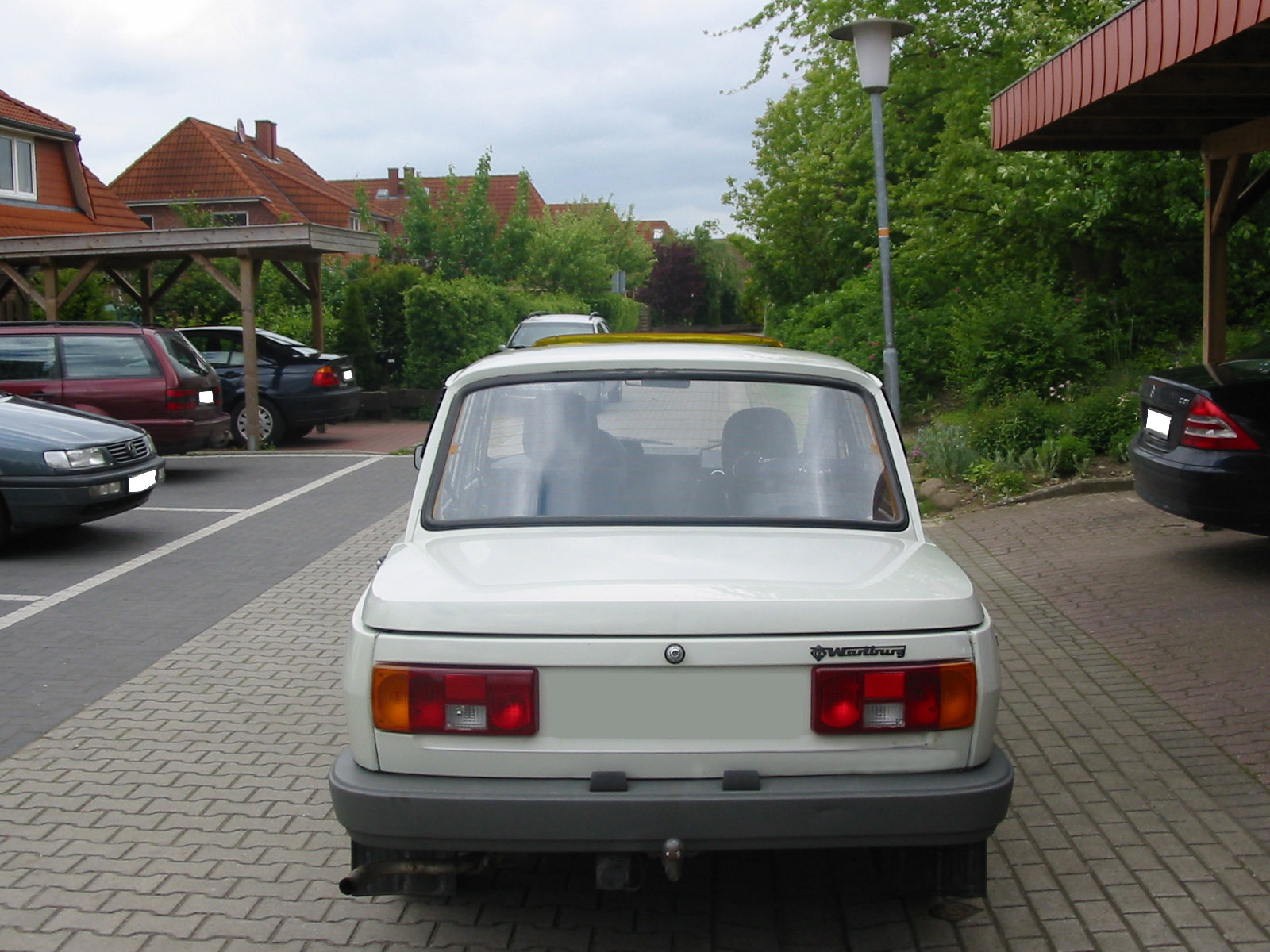
Arrière d’une Wartburg 1.3
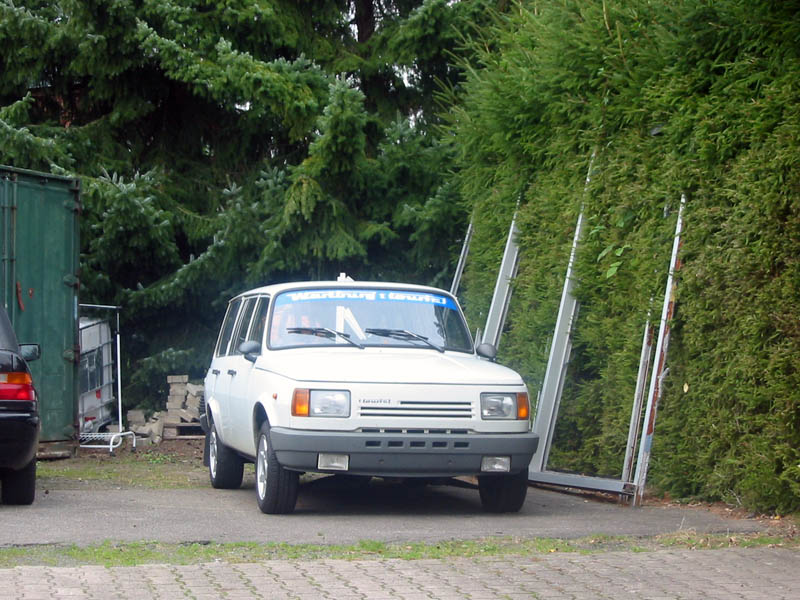
Wartburg 1.3 Tourist
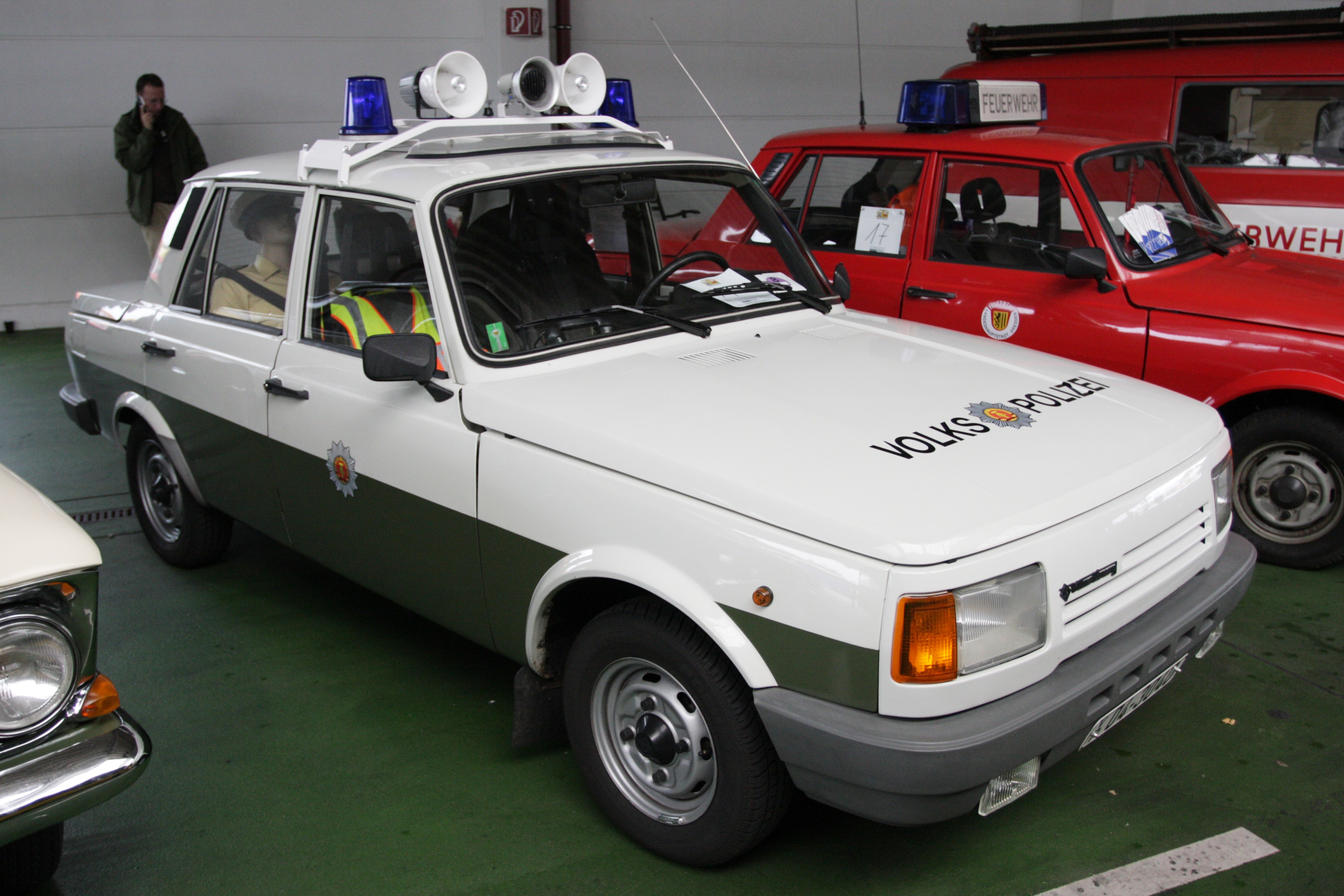
Wartburg 1.3 de la Polizei
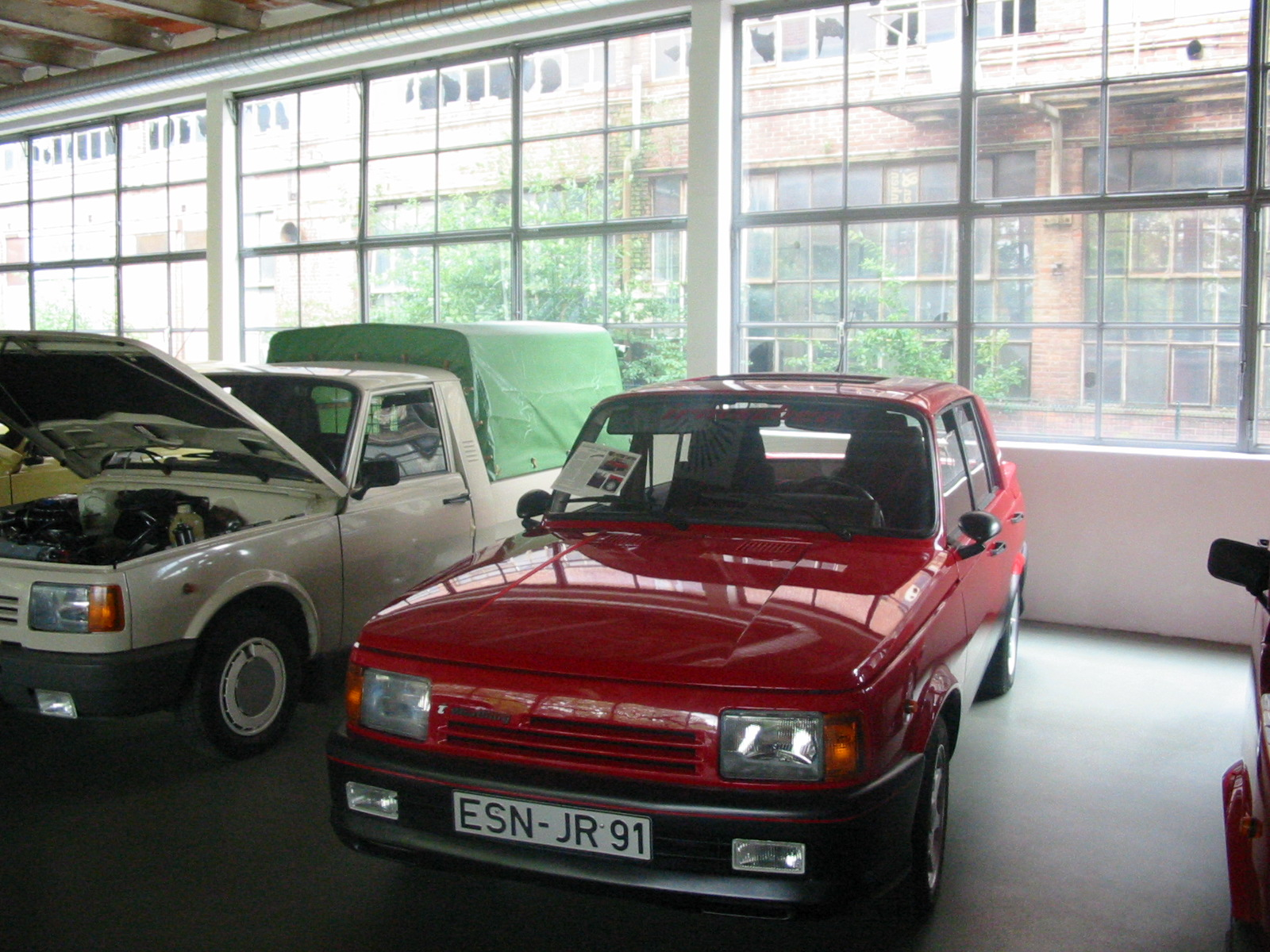
Wartburg New Line d’Irmscher

## Sources
Voitures des pays de l'Est, Bernard Vermeylen, E-T-A-I